# Esperanza del Bajío
Esperanza del Bajío es una localidad del municipio de Huimanguillo ubicado en la subregión de la Chontalpa del estado mexicano de Tabasco.

## Geografía
La localidad de Esperanza del Bajío se sitúa en las coordenadas geográficas 17°41′50″N 93°42′14″O / 17.697222, -93.703889, a una elevación de 39 metros sobre el nivel del mar.

## Demografía
Según el Conteo de Población y Vivienda 2020, efectuado por el Instituto Nacional de Estadística y Geografía, la localidad de Esperanza del Bajío tiene 119 habitantes, de los cuales 72 son del sexo masculino y 47 del sexo femenino. Su tasa de fecundidad es de 3.32 hijos por mujer y tiene 27 viviendas particulares habitadas.
| Gráfica de evolución demográfica de Esperanza del Bajío entre 1995 y 2020 |
|                                                                           |
| INEGI.                                                                    |